# ونتورسا
ونتورسا (به پرتغالی: Venturosa) یک شهرستان برزیل در برزیل است که در پرنامبوکو واقع شده‌است.

## خصوصیات
ونتورسا ۳۳۸٫۱۲ کیلومترمربع مساحت و ۱۶٬۷۰۶ نفر جمعیت دارد و ۵۳۰ متر بالاتر از سطح دریا واقع شده‌است.